# Riskkollegiet
Riskkollegiet - svensk förening för riskvetenskap är en ideell förening "med syfte att öka kunskapen om risker, hur de uppfattas och hanteras".
Föreningen bildades 1988 med ett begränsat antal valda ledamöter, men öppnades upp år 2000 till en förening, öppen för alla som stöder dess syften. Föreningen har genom åren gett ut ett stort antal skrifter som värderat och analyserat hur man kan jämföra risker, och tillämpat detta på hälsorisker, HIV/AIDS, kemiska hälsorisker, risker från naturkatastrofer med mera.
Bland Riskkollegiets stödjande organisationer kan nämnas Civilförsvarsförbundet, Livsmedelsverket, Strålsäkerhetsmyndigheten, Svensk Kärnbränslehantering, Myndigheten för Samhällsskydd och Beredskap, Naturvårdsverket och Institutet för miljömedicin (IMM) vid Karolinska Institutet.
Riskkollegiet har sedan 2008 återkommande delat ut två priser:
- Swedish Risk Academy Award - till "en person med lång och viktig verksamhet med och stor erfarenhet av riskfrågor, vilket också kan ha varit av stor praktisk nytta för samhället. Personens verksamhet utmärks av bredd och hög vetenskaplig kvalitet"
- The Swedish Risk Academy´s Special Prize to Promising Junior Researchers - till "en person i början av sin karriär, som har gjort nya, viktiga och lovande insatser på riskområdet och som genom detta pris får erkänsla för detta och stor uppskattning och stöd för sitt fortsatta arbete" och tilldelas doktorand eller nydisputerad.

Bland mottagarna av Swedish Risk Academy Award kan nämnas:
- 2008 - professor Sven Ove Hansson, avdelningen för filosofi, vid Kungl. Tekniska Högskolan i Stockholm
- 2010 - Professor Maria Feychting, Institutet för Miljömedicin, Karolinska Institutet
- 2013 - Professor emeritus Lennart Sjöberg, ekonomisk psykologi, Handelshögskolan i Stockholm
- 2015 - Professor Bal Raj Sehgal vid Kungliga Tekniska Högskolan i Stockholm
- 2017 - Kurt Petersen tidigare professor i riskhantering vid Lunds universitet
- 2021 - Ann Enander, professor emerita i ledarskap vid Försvarshögskolan i Karlstad[4]